# Durai (plaats)
Durai is een bestuurslaag in het regentschap Karimun van de provincie Riau-archipel, Indonesië. Durai telt 1.843 inwoners (volkstelling 2010).